# Liste der Biografien/Hip
Liste der Biografien |
Portal Biografien |
Personensuche
# |
A |
B |
C |
D |
E |
F |
G |
H |
I |
J |
K |
L |
M |
N |
O |
P |
Q |
R |
S |
T |
U |
V |
W |
X |
Y |
Z |
?
 
Ha |
Hd |
He |
Hi |
Hj |
Hk |
Hl |
Hm |
Hn |
Ho |
Hr |
Hs |
Ht |
Hu |
Hv |
Hw |
Hy
 
Hia |
Hib |
Hic |
Hid |
Hie |
Hif |
Hig |
Hih |
Hii |
Hij |
Hik |
Hil |
Him |
Hin |
Hio |
Hip |
Hir |
His |
Hit |
Hiv |
Hiw |
Hix |
Hiy |
Hiz
Die Liste der Biografien führt alle Personen auf, die in der deutschsprachigen Wikipedia einen Artikel haben. Dieses ist eine Teilliste mit 139 Einträgen von Personen, deren Namen mit den Buchstaben „Hip“ beginnt.

## Hip

### Hipe
- Hipelius, Werner (* 1947), deutscher Kommunalpolitiker (CSU)

### Hipf
- Hipfinger, Karl (1905–1984), österreichischer Gewichtheber
- Hipfl, Brigitte (* 1954), österreichische Medien- und Kulturwissenschaftlerin
- Hipfl, Markus (* 1978), österreichischer Tennisspieler
- Hipfl, Nico (* 2006), österreichischer Tennisspieler

### Hipk
- Hipke, Dennis (* 1982), deutscher Eishockeyspieler
- Hipkins, Chris (* 1978), neuseeländischer Politiker der New Zealand Labour PartyChris Hipkins (* 1978)

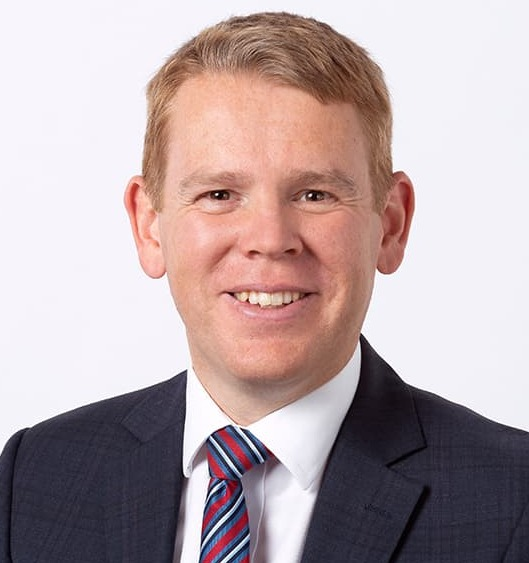
Chris Hipkins (* 1978)

### Hipl
- Hipler, Elke (* 1978), deutsche Riemenruderin
- Hipler, Franz (1836–1898), deutscher katholischer Geistlicher und Historiker
- Hipler, Karl (1905–1971), deutscher Politiker (KPD/SED) und Widerstandskämpfer
- Hipler, Wendel († 1526), Bauernführer im Bauernkrieg 1525

### Hipm
- Hipman, Christian (1585–1639), Bürgermeister von Stettin

### Hipp
- Hipp, Benedikt (* 1977), deutscher Künstler
- Hipp, Christiane (* 1968), deutsche Wirtschaftsingenieurin und Hochschullehrerin
- Hipp, Claus (* 1938), deutscher Unternehmer
- Hipp, Emil (1893–1965), deutscher Bildhauer
- Hipp, Erwin (1928–2012), deutscher Orthopäde und Hochschullehrer
- Hipp, Georg (1905–1967), deutscher Unternehmer
- Hipp, Hans (1912–2001), deutscher Fußballtrainer und -spieler
- Hipp, Hermann (* 1944), deutscher Kunsthistoriker
- Hipp, Jenny (* 1998), deutsche Fußballspielerin
- Hipp, Johanna (1873–1953), deutsche Grafikerin und Malerin
- Hipp, Josef (1927–1959), deutscher Leichtathlet
- Hipp, Jürgen (* 1951), deutscher Autor
- Hipp, Jutta (1925–2003), deutsche Jazz-Pianistin, Malerin und DesignerinJutta Hipp (1925–2003)

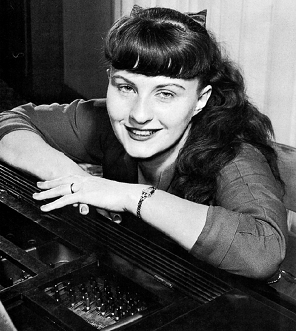
Jutta Hipp (1925–2003)

- Hipp, Karl Friedrich (1763–1838), deutscher Pädagoge und Mathematiker
- Hipp, Maria (1919–2015), deutsche Hebamme
- Hipp, Matthäus (1813–1893), deutscher Uhrmacher und Erfinder
- Hipp, Otto (1885–1952), deutscher Politiker (BV, CSU), Oberbürgermeister von München und erster Bayerischer Kultusminister nach dem Zweiten Weltkrieg
- Hipp, Paul (* 1963), US-amerikanischer Schauspieler und Sänger
- Hipp, Wolfgang (* 1952), deutscher Fußballspieler
- Hippalos, griechischer Seefahrer und Händler
- Hipparchia, Anhängerin der kynischen PhilosophenschuleHipparchia

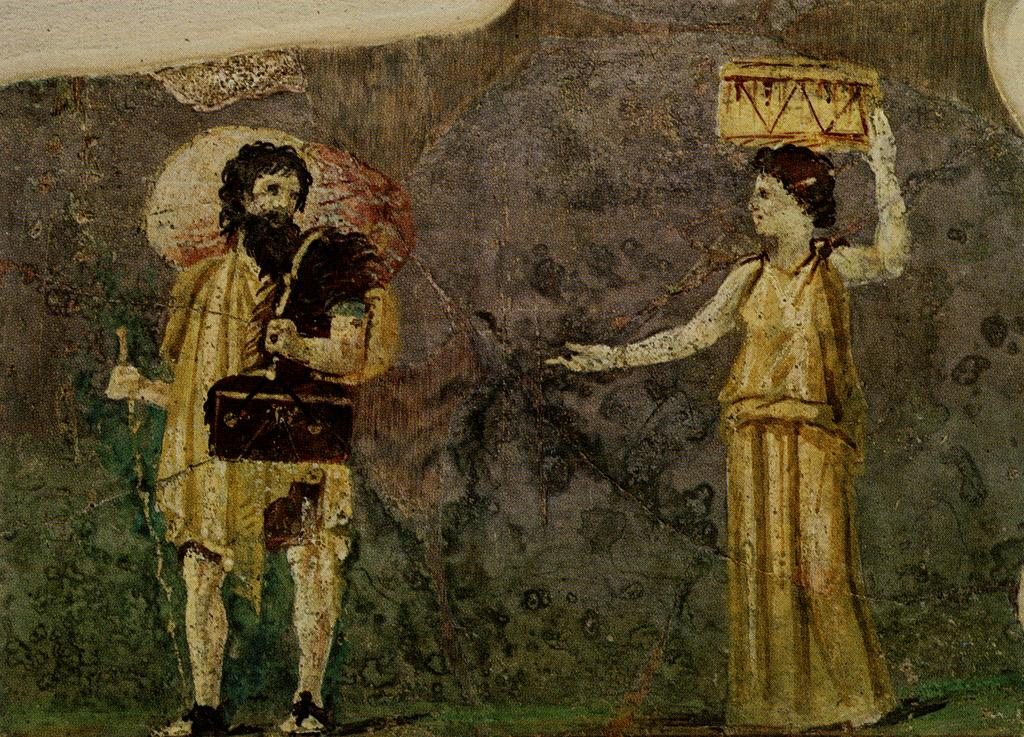
Hipparchia

- Hipparchos, antiker griechischer Schauspieler
- Hipparchos († 514 v. Chr.), Tyrann von Athen
- Hipparchos, griechischer Astronom
- Hipparinos († 351 v. Chr.), Tyrann von Syrakus (353 v. Chr.–351 v. Chr.)
- Hippasos von Metapont, griechischer Mathematiker und Musiktheoretiker
- Hippe, Alan (* 1967), deutscher Industriemanager
- Hippe, Hannelore (* 1951), deutsche Autorin und Hörfunkjournalistin
- Hippe, Johannes (* 1990), norwegischer Handballspieler
- Hippe, Laura (* 1995), deutsche Volleyballspielerin
- Hippe, Maximilian (* 1998), deutscher Fußballspieler
- Hippe, Oskar (1900–1990), deutscher Trotzkist, Opfer von Nationalsozialismus und Stalinismus
- Hippe, Saskia (* 1991), deutsche Volleyball-Nationalspielerin
- Hippe, Stefan (* 1966), deutscher Komponist und Akkordeonist
- Hippel, Arthur R. von (1898–2003), deutsch-amerikanischer Materialwissenschaftler und Physiker
- Hippel, Arthur von (1841–1916), deutscher Augenheilkundler
- Hippel, Bruno-Augustin (1907–1970), deutscher Geistlicher, römisch-katholischer Bischof von Oudtshoorn
- Hippel, Eike von (1935–2016), deutscher Jurist und Wissenschaftler
- Hippel, Eric von (* 1941), US-amerikanischer Ökonom
- Hippel, Ernst von (1895–1984), deutscher Jurist und Rechtsphilosoph
- Hippel, Eugen von (1867–1939), deutscher Ophthalmologe
- Hippel, Fritz von (1897–1991), deutscher Jurist und Rechtsphilosoph
- Hippel, Georg (1905–1945), deutscher römisch-katholischer Geistlicher und Märtyrer
- Hippel, Georg Alexander von (1806–1895), preußischer Generalmajor und Kommandeur des 60. Infanterie-Regiments
- Hippel, Georg von (1802–1878), preußischer Verwaltungsbeamter
- Hippel, George Christian von (1766–1813), preußischer Hauptmann und Landrat
- Hippel, Horst von (1865–1920), deutscher Marineoffizier, zuletzt Konteradmiral der Kriegsmarine
- Hippel, Jochen (* 1971), deutscher Musiker
- Hippel, Konrad von (1862–1934), preußischer Generalleutnant
- Hippel, Robert von (1866–1951), deutscher Jurist
- Hippel, Theodor Gottlieb von der Ältere (1741–1796), deutscher Staatsmann, Schriftsteller und Sozialkritiker
- Hippel, Theodor Gottlieb von, der Jüngere (1775–1843), preußischer Staatsmann, Regierungspräsident in Oppeln (1823–1837)
- Hippel, Theodor von (1890–1977), deutscher Staatsökonom und Offizier, zuletzt Oberstleutnant der Wehrmacht
- Hippel, Walter von (1872–1936), preußischer Landrat
- Hippel, Walter von (1897–1972), deutscher Generalleutnant der Luftwaffe der Wehrmacht im Zweiten Weltkrieg
- Hippel, Wolfgang von (1936–2024), deutscher Wirtschafts- und Sozialhistoriker
- Hippele, Hans (1904–1942), Schweizer Bildhauer, Maler und Grafiker
- Hippen, Hermann (1907–1979), deutscher Kommunalpolitiker, Bürgermeister der Stadt Aurich (1964 bis 1978)
- Hippen, Reinhard (1942–2010), deutscher Autor, Gründer des Deutschen Kabarettarchivs
- Hippenmeier, Konrad (1880–1940), Schweizer Städteplaner
- Hippenmeyer, Jenny (1851–1911), Schweizer Malerin und Kunstpädagogin
- Hippensteel, K. J. (* 1980), US-amerikanischer Tennisspieler
- Hipper, Ernestine (* 1962), deutsche Szenenbildnerin, Kostümbildnerin und Ausstatterin
- Hipper, Franz von (1863–1932), deutscher Admiral im Ersten WeltkriegFranz von Hipper (1863–1932)

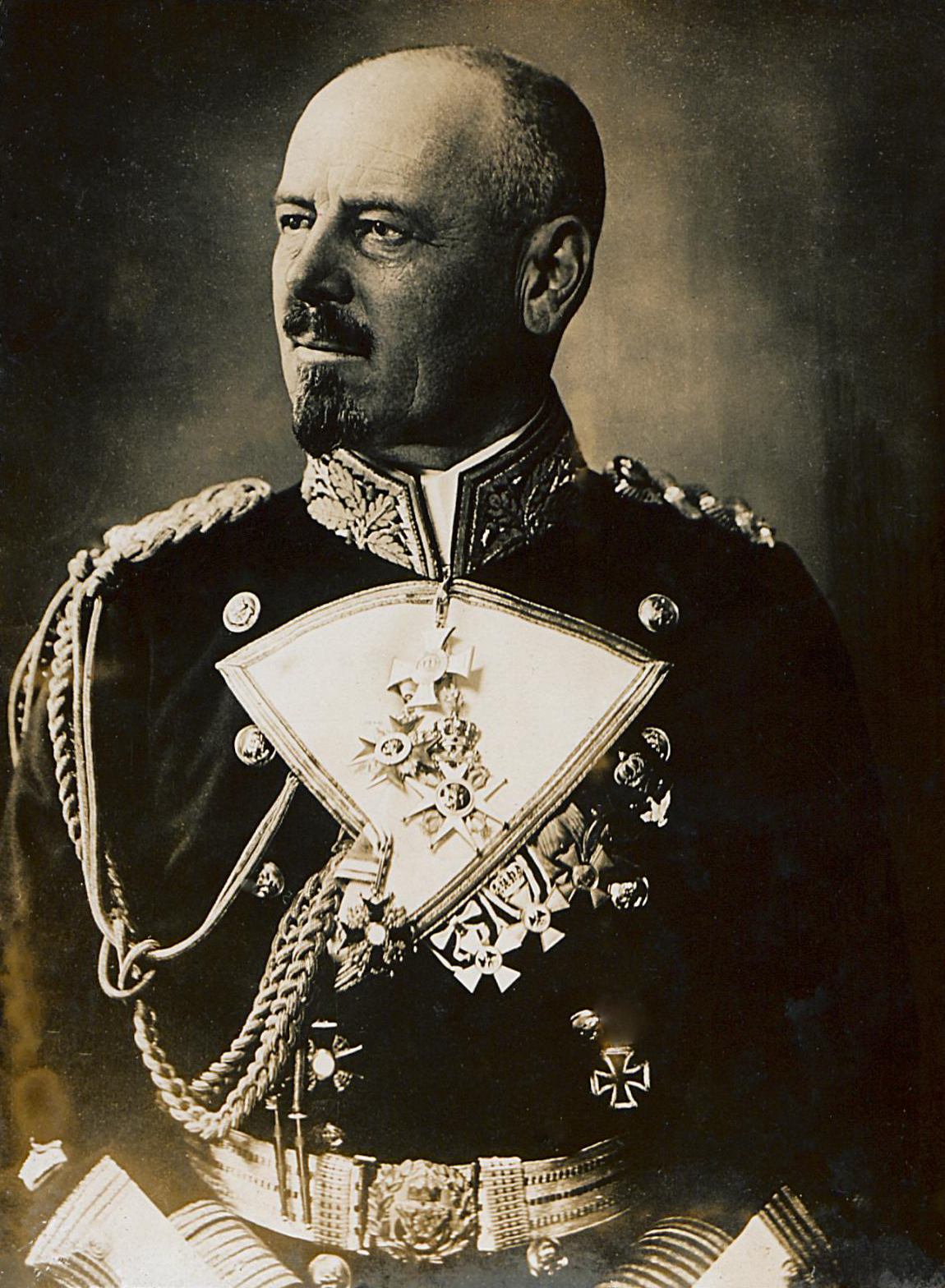
Franz von Hipper (1863–1932)

- Hipper, Kurt (1932–2009), deutscher Ruderer
- Hippeus, Beteiligter am Peloponnesischen Krieg
- Hippeus, griechischer Maler, der in Athen tätig war
- Hippi Perihan (1952–1970), türkische Hippie-Bewegte
- Hippias, griechischer Architekt
- Hippias, griechischer Bildhauer
- Hippias († 490 v. Chr.), Tyrann von Athen
- Hippias von Elis, griechischer Sophist
- Hippias von Thasos († 404 v. Chr.), Bürger von Athen und Opfer der Dreißig Tyrannen
- Hippius Gräfin Dürckheim, Maria (1909–2003), deutsche Psychologin und Psychotherapeutin
- Hippius, Carl Friedrich von (1792–1875), deutschbaltischer Staatsrat in St. Petersburg
- Hippius, Christian Friedrich (1736–1824), Bürgermeister von Reval
- Hippius, Gustav Adolf (1792–1856), deutschbaltischer Maler und Lithograf
- Hippius, Hanns (1925–2021), deutscher Psychiater und Autor
- Hippius, Karl Gustav (1831–1880), deutsch-baltisch-russischer Architekt und Aquarellist
- Hippius, Karl Karlowitsch (1864–1941), deutschbaltisch-russischer Architekt
- Hippius, Otto Pius (1826–1883), deutsch-baltischer Architekt
- Hippius, Rudolf (1905–1945), deutsch-baltischer Psychologe
- Hippius, Sinaida (1869–1945), russische symbolistische Lyrikerin und Autorin
- Hippius, Tatjana Alexandrowna (1907–1997), russische Malerin
- Hippius, Tatjana Nikolajewna (1877–1957), russische Grafikerin
- Hippius, Thomas (1762–1819), deutsch-baltischer Pastor
- Hippius, Waldemar (1876–1941), deutschbaltischer russischsprachiger Dichter des Symbolismus
- Hippius, Wilhelm (1853–1918), deutschbaltischer Geheimrat
- Hippke, Erich (1888–1969), deutscher Sanitätsoffizier, zuletzt Generaloberstabsarzt der Wehrmacht
- Hippler, Bernhard (* 1947), römisch-katholischer Geistlicher
- Hippler, Bruno (1894–1942), deutscher Generalmajor (posthum)
- Hippler, Erich (1892–1969), deutscher Verwaltungsjurist
- Hippler, Franz (1889–1945), deutscher Widerstandskämpfer gegen den Nationalsozialismus
- Hippler, Fritz (1909–2002), nationalsozialistischer deutscher Filmpolitiker
- Hippler, Horst (1946–2024), deutscher Chemiker und Hochschullehrer
- Hippler, Jochen (* 1955), deutscher Politikwissenschaftler und Privatdozent am Institut für Entwicklung und Frieden der Universität Duisburg-EssenJochen Hippler (* 1955)

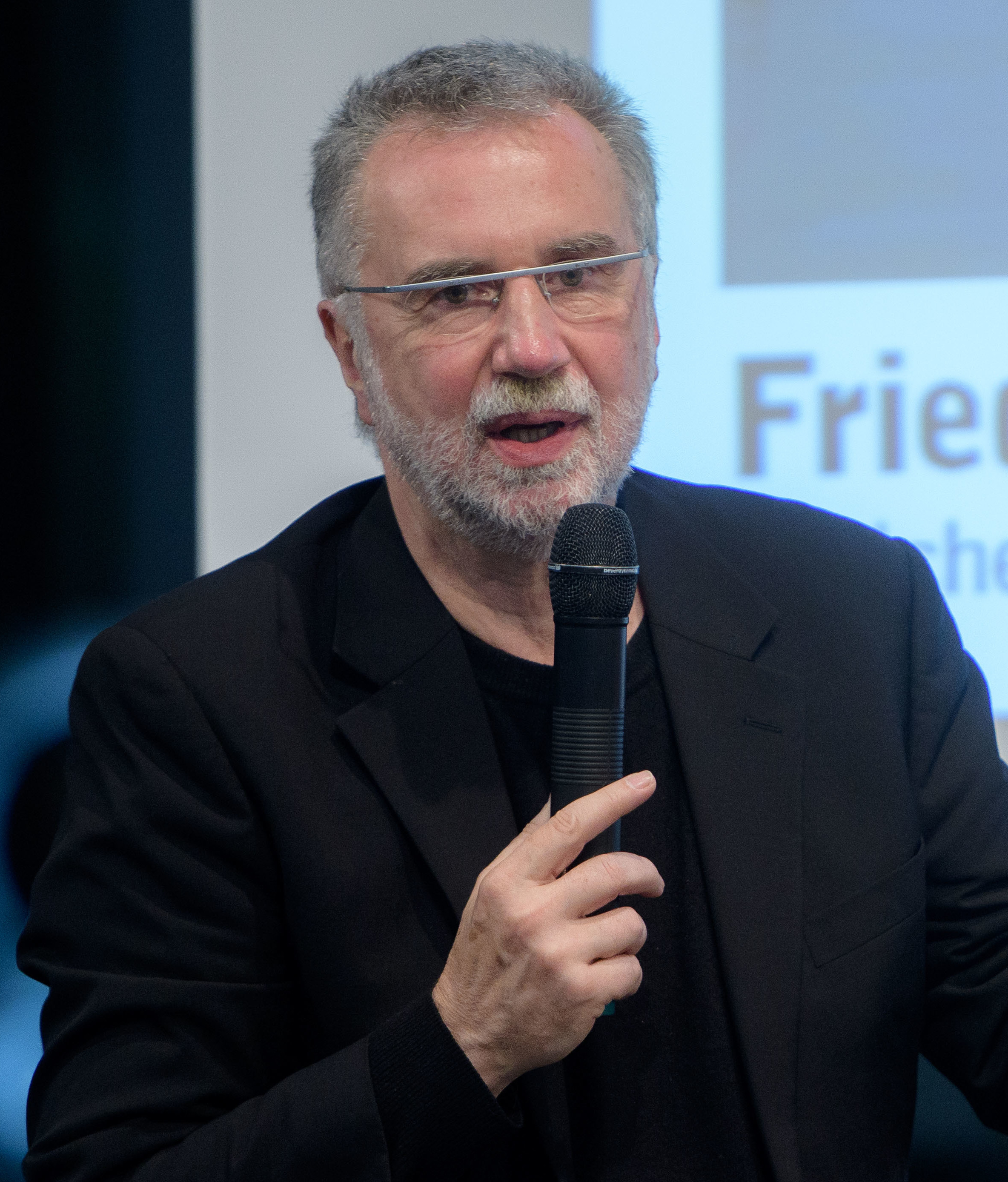
Jochen Hippler (* 1955)

- Hippler, Stefan (* 1960), deutscher Geistlicher (römisch-katholisch) und AIDS-Aktivist
- Hippler, Tobias (* 1999), deutscher Tischtennisspieler
- Hippler, Werner (* 1970), deutscher American-Football-Spieler
- Hippmann, Heinz (* 1926), deutscher Fußballtorhüter
- Hippmann, Hubert (1881–1931), Wilddieb aus dem böhmischen Erzgebirge
- Hippmann, Karl (1812–1875), deutscher Verwaltungsbeamter
- Hippodamos, griechischer Baumeister der Antike
- Hippokles, antiker Athener
- Hippokrates, König im Orient
- Hippokrates († 424 v. Chr.), athenischer Stratege
- Hippokrates († 212 v. Chr.), Politiker in Sizilien
- Hippokrates, spartanischer Flottenführer
- Hippokrates von Chios, antiker griechischer Astronom und Mathematiker
- Hippokrates von Gela († 491 v. Chr.), Tyrann von Gela
- Hippokrates von Kos, griechischer ArztHippokrates von Kos

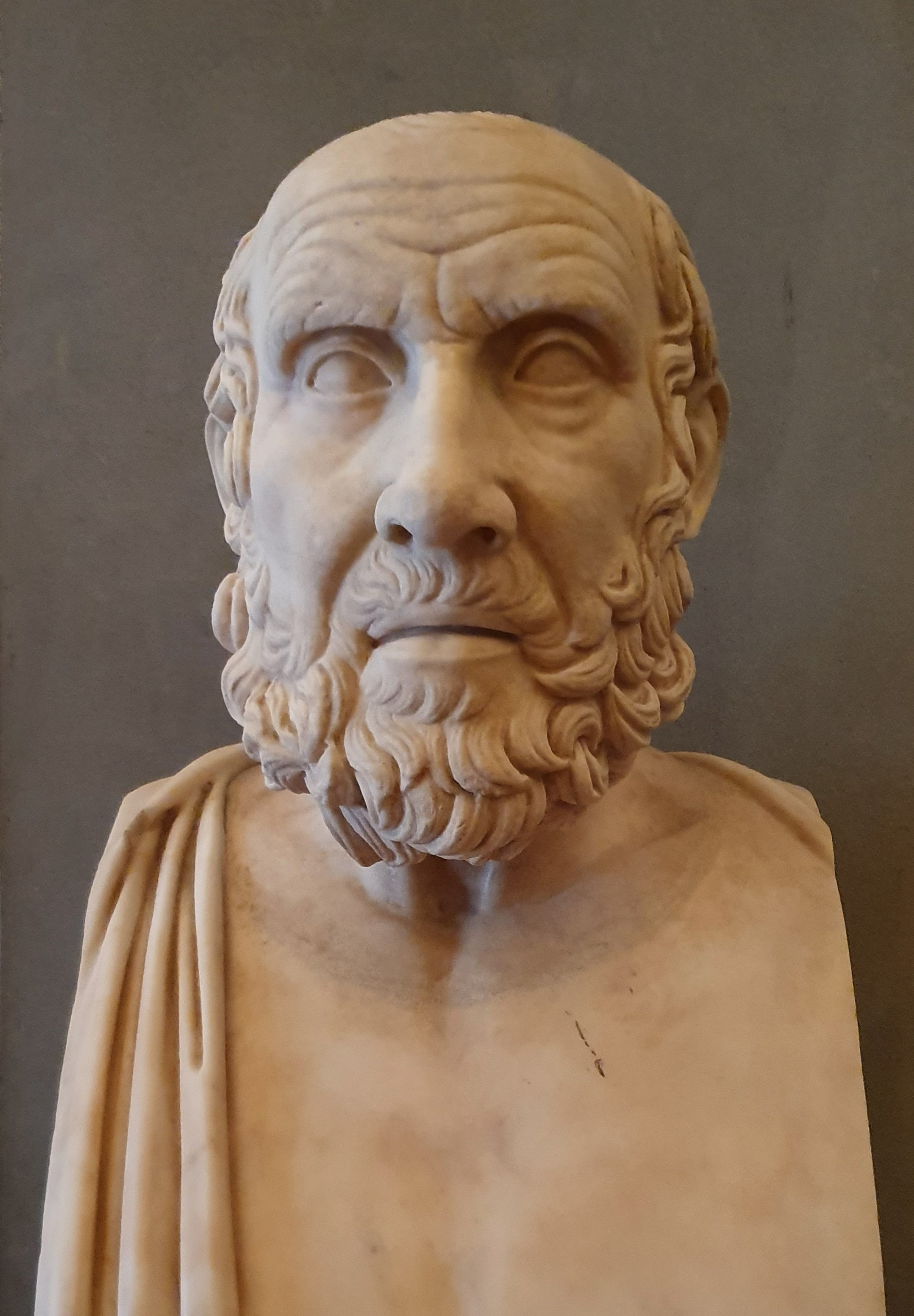
Hippokrates von Kos

- Hippold, Erhard (1909–1972), deutscher Maler
- Hippold, Jan (* 1974), deutscher Politiker (CDU); MdL
- Hippold-Ahnert, Gussy (1910–2003), deutsche Malerin
- Hippolyt, Hieromonachos des Klosters von Boris und Gleb in Tschernigow
- Hippolyt von Rom († 235), Christlicher Heiliger und SchriftstellerHippolyt von Rom († 235)

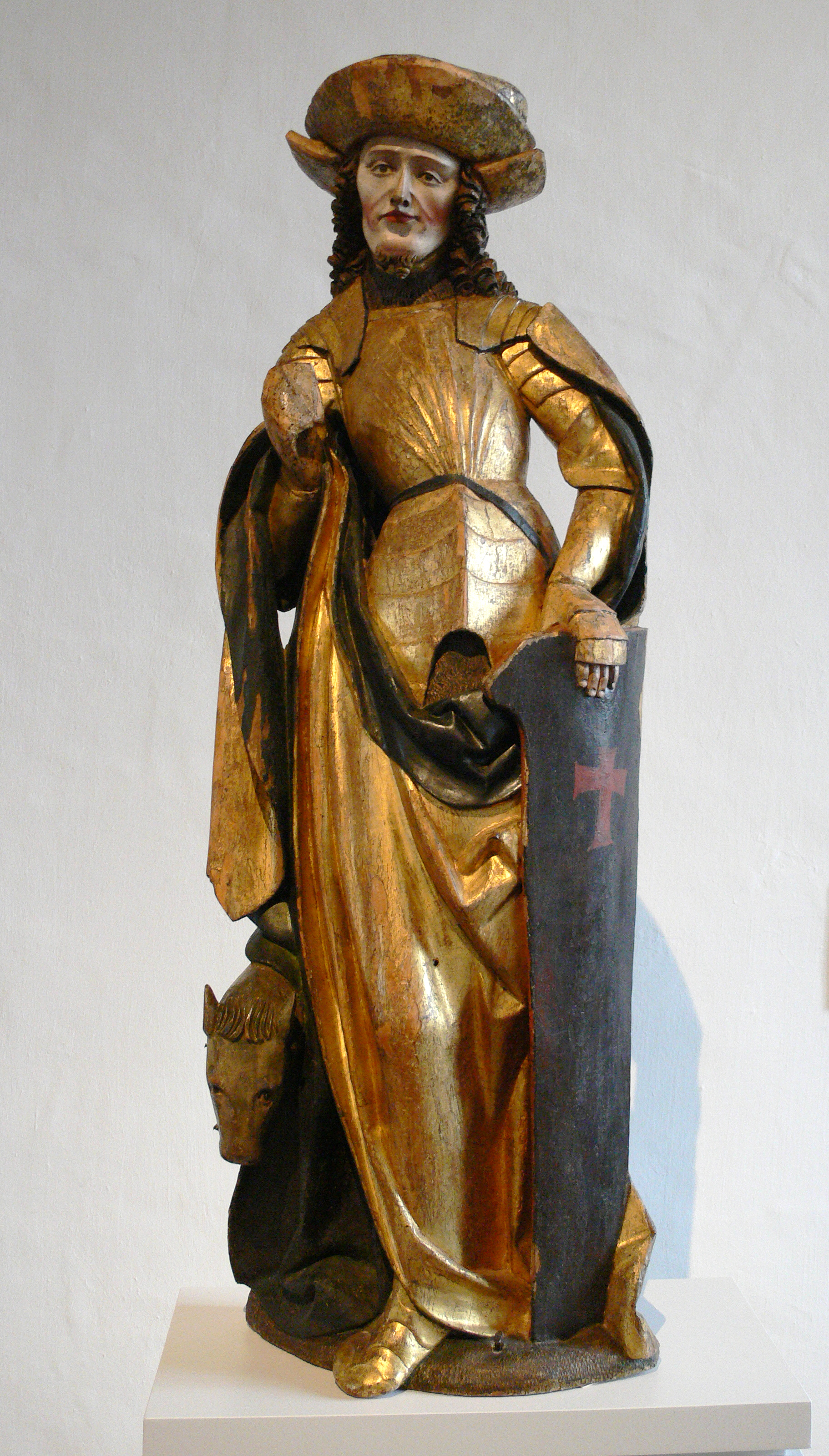
Hippolyt von Rom († 235)

- Hippolyte, Kendel (* 1952), lucianischer Schriftsteller
- Hippolytos-Maler, korinthischer Vasenmaler
- Hippolytus († 1027), Erzbischof von Gnesen
- Hippon, vorsokratischer Philosoph
- Hipponax, griechischer Satiriker
- Hippostratos, indischer König

### Hips
- Hipsher, Andrew (* 1980), US-amerikanischer Basketballtrainer
- Hipsius, Wolfgang († 1539), deutscher Humanist

### Hipt
- Hiptmair, Manfred (* 1965), österreichischer Judoka

### Hipu
- Hipunyati, Pio (* 1964), angolanischer Geistlicher, Bischof von Ondjiva

### Hipw
- Hipwood, Oliver, britischer Polospieler